# 薩金特縣 (北達科他州)
薩金特縣（英語：Sargent County）是位於美國北達科他州東南部的一個縣，南鄰南達科他州。面積2,246平方公里。根據美國2000年人口普查，共有人口4,366人。縣治福曼 （Forman）。
成立於1883年3月3日，縣政府成立於10月8日。縣名紀念北太平洋鐵路總經理、土地投資者荷馬·E·薩金特。